# Recke (Einheit)
Die Recke, Reek, auch Reke, war ein Längenmaß für Leinen in Stettin und der Mark Brandenburg.
- 1 Recke = 16 Ellen in Pommern
- Preußen: 1 Reek = 16 Ellen = 10,671 Meter[3]
- 1 Recke = 12 Ellen in Brandenburg
- 1 Stück = 5 Recken = 60 Ellen[4]

Das Maß Recke war die Grundlage für Berechnung von Lohn und Zuschlagsstoffe für die Bleiche.
In der Mark Brandenburg, besonders um Sorau, wurde statt Recke auch der Begriff Bällchen (von kleiner Ballen) für ein Gewebe oder Stück Leinwand verwendet. Die Bezeichnung Recke leitet sich von der Stange ab, über der gefärbte oder gebleichte Gewebe zum Trocknen aufgehängt wurden.